# شيروود شوارتز
شيروود شوارتز (بالإنجليزية: Sherwood Schwartz)‏ هو كاتب سيناريو أمريكي، ولد في 14 نوفمبر 1916 في باسيك في الولايات المتحدة، وتوفي في 12 يوليو 2011 في لوس أنجلوس في الولايات المتحدة بسبب مرض.

## وصلات خارجية
- شيروود شوارتز على موقع IMDb (الإنجليزية)
- شيروود شوارتز على موقع الموسوعة البريطانية (الإنجليزية)
- شيروود شوارتز على موقع روتن توميتوز (الإنجليزية)
- شيروود شوارتز على موقع ميوزك برينز (الإنجليزية)
- شيروود شوارتز على موقع إن إن دي بي (الإنجليزية)
- شيروود شوارتز على موقع ديسكوغز (الإنجليزية)
- شيروود شوارتز على موقع قاعدة بيانات الفيلم (الإنجليزية)